# Selección de fútbol sub-20 de Guayana Francesa
La Selección de fútbol sub-20 de Guayana Francesa es el equipo que representa al país en el Campeonato Sub-20 de la Concacaf; y es controlado por la Liga de Fútbol de la Guayana Francesa.

## Participaciones

### Campeonato Sub-20 de la Concacaf
| Año   | Ronda        | J            | G            | E            | P            | GF           | GC           |              |
| ----- | ------------ | ------------ | ------------ | ------------ | ------------ | ------------ | ------------ | ------------ |
| 1962  | No participó | No participó | No participó | No participó | No participó | No participó | No participó | No participó |
| 1964  | No participó | No participó | No participó | No participó | No participó | No participó | No participó | No participó |
| 1970  | No participó | No participó | No participó | No participó | No participó | No participó | No participó | No participó |
| 1973  | No participó | No participó | No participó | No participó | No participó | No participó | No participó | No participó |
| 1974  | No participó | No participó | No participó | No participó | No participó | No participó | No participó | No participó |
| 1976  | No participó | No participó | No participó | No participó | No participó | No participó | No participó | No participó |
| 1978  | No participó | No participó | No participó | No participó | No participó | No participó | No participó | No participó |
| 1980  | No participó | No participó | No participó | No participó | No participó | No participó | No participó | No participó |
| 1982  | No participó | No participó | No participó | No participó | No participó | No participó | No participó | No participó |
| 1984  | No participó | No participó | No participó | No participó | No participó | No participó | No participó | No participó |
| 1986  | No participó | No participó | No participó | No participó | No participó | No participó | No participó | No participó |
| 1988  | No participó | No participó | No participó | No participó | No participó | No participó | No participó | No participó |
| 1990  | No participó | No participó | No participó | No participó | No participó | No participó | No participó | No participó |
| 1992  | No clasificó | No clasificó | No clasificó | No clasificó | No clasificó | No clasificó | No clasificó | No clasificó |
| 1994  | No participó | No participó | No participó | No participó | No participó | No participó | No participó | No participó |
| 1996  | No participó | No participó | No participó | No participó | No participó | No participó | No participó | No participó |
| 1998  | No participó | No participó | No participó | No participó | No participó | No participó | No participó | No participó |
| 2001  | No participó | No participó | No participó | No participó | No participó | No participó | No participó | No participó |
| 2003  | No participó | No participó | No participó | No participó | No participó | No participó | No participó | No participó |
| 2005  | No participó | No participó | No participó | No participó | No participó | No participó | No participó | No participó |
| 2007  | No participó | No participó | No participó | No participó | No participó | No participó | No participó | No participó |
| 2009  | No participó | No participó | No participó | No participó | No participó | No participó | No participó | No participó |
| 2011  | No participó | No participó | No participó | No participó | No participó | No participó | No participó | No participó |
| 2013  | No participó | No participó | No participó | No participó | No participó | No participó | No participó | No participó |
| 2015  | No participó | No participó | No participó | No participó | No participó | No participó | No participó | No participó |
| Total | 0/25         | -            | -            | -            | -            | -            | -            |              |